# 羅萬爵
羅萬爵（16世紀—17世紀），字澹研，直隸太平府蕪湖縣人，明朝、南明政治人物。

## 生平
羅萬爵是萬曆四十六年（1618年）應天鄉試舉人，次年（1619年）聯捷進士，獲授南海知縣，遷任南京浙江道御史，彈劾重臣趙彥、總督張我續、尚書白所知，又請求停止分年帶徵積欠錢糧。弘光年間，羅萬爵詆毀周鑣是東林黨人，自誇和阮大鋮、張孫振有擁立弘光帝的功勞；後來又與張晉徵、張文煇、李允佐、班衣、陳績、郭軻、楊陞誠等人迎立隆武帝，外任福建鹽法僉事，加官光祿卿、大理少卿，後事不詳。

## 家族
曾祖羅仕迪。祖羅鼎。父羅應辰。

## 引用
1. 1 2  錢海岳《南明史·卷四十四·列傳第二十》：萬爵，字澹研，蕪湖人。萬曆四十七年進士。授南梅知縣，遷南京浙江道御史，疏劾樞臣趙彥、督臣張我續、尚書白所知，又請止帶徵。
2. ↑  欽定四庫全書本《江南通志·卷一百三十·選舉志》：萬曆四十六年戊午科（舉人）……羅萬爵 蕪湖人……
3. ↑  《萬曆四十七年己未科進士履歷》：羅萬爵，澹研，易五房，庚寅正月初四日生。芜湖籍江西远人，戊午四十九，会一百卅五，三甲一百二。刑部政，授廣東南海知縣，乙丑考选，授南浙江道御史，丙寅巡视京营，本年丁憂，己巳起河南道，巡仓，降用，乙亥京察。
4. ↑  錢海岳《南明史·卷四十四·列傳第二十》：（張晉徵）與羅萬爵、張文煇、李允佐、班衣、陳績、郭軻、楊陞誠等迎立紹宗……弘光時，詆周鑣並及東林，自詡與阮大鋮、張孫振有定冊功。出為福建鹽法僉事，加光祿卿、大理少卿。